# プーケット・ホーンド・ツリー・アガミッド
プーケット・ホーンド・ツリー・アガミッドはタイ王国のプーケット県に生息する樹上性のトカゲ。2015年に発見された。現在、クシトカゲ属の11番目の種。

## 形態
プーケット・ホーンド・ツリー・アガミッドは19.05〜38.1cm(7.5〜15in)の長さの中型トカゲ。頭から尻尾にかけてトゲがある。低地の森林に生息する。